# 앤서니 치점
앤서니 치점(영어: Anthony Chisholm, 1943년 4월 9일 ~ 2020년 10월 16일)은 미국의 배우이다.